# Arkadiusz Głowacki
Arkadiusz Rafał Głowacki (nascut el 13 de març de 1979 en Poznań) és un futbolista polonès que actualment juga pel Trabzonspor.

## Carrera esportiva
Głowacki va fer el seu debut en la Premier League polonesa el 7 de maig de 1997 en un partit contra l'Amica Wronki. En el 2000 va ser transferit al Wisła Kraków. En 2005 Głowacki va ser triat com el nou capità del Wisła Kraków. En 2009 va ser triat millor defensa a Polònia pels jugadors Ekstraklasa.
El 15 de juny de 2010, va signar un contracte per dos anys amb el club turc Trabzonspor. Głowacki feu el seu debut en la final de la supercopa turca, començant amb Egemen Korkmaz en el centre de la defensa.